# كريستيان كانتون فيرير
كريستيان كانتون فيرير (بالإسبانية: Cristian Canton Ferrer)‏ هو عالم موسيقى إسباني، ولد في 1980 في تاراسا في إسبانيا.